# Qoros 3
La Qoros 3 è la prima autovettura prodotta dal costruttore cinese Qoros, azienda la cui proprietà è per il 50% della Israel Corporation e per il 50% della Chery Automobile Company.

## Profilo e contesto

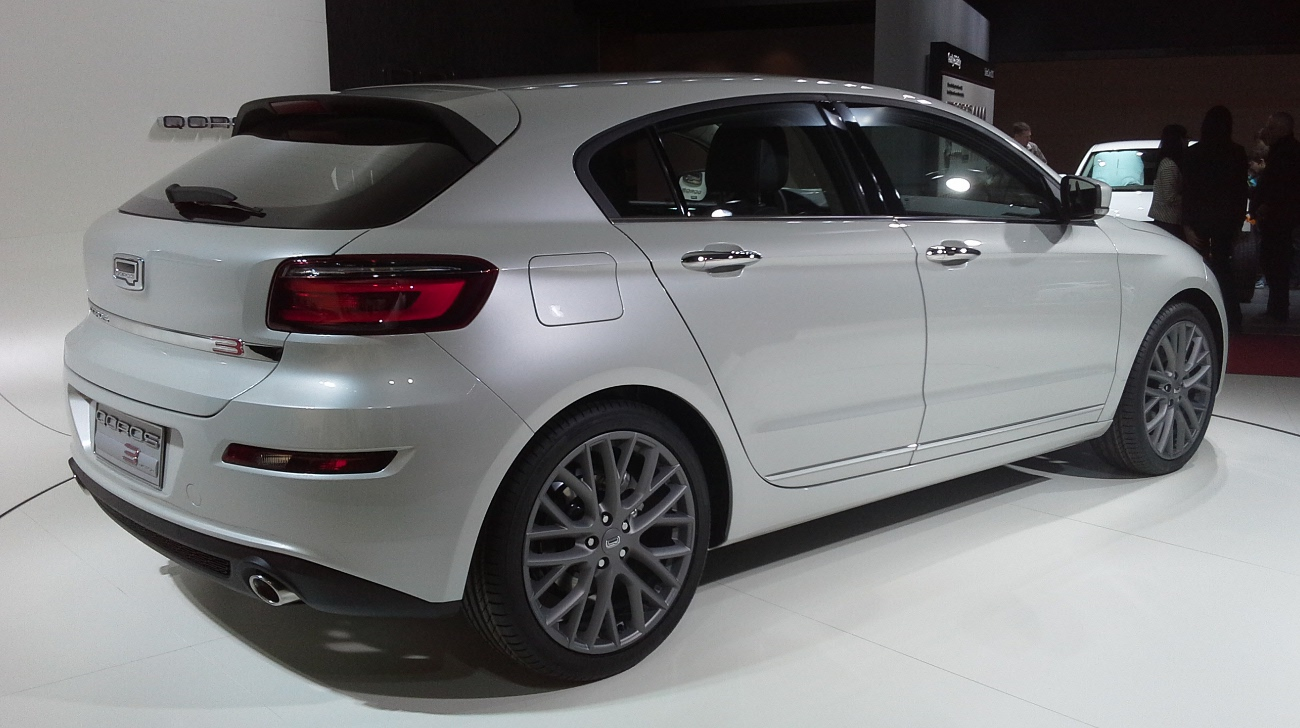
Qoros 3 Hatchback del 2014

La berlina a quattro porte è stata presentata al Salone dell'automobile di Ginevra nel 2013, mentre le vendite in Cina ed in Slovacchia sono iniziate alla fine del 2013.
La versione Hatchback (due volumi con il portellone posteriore) è stata presentata in anteprima mondiale al salone dell'automobile di Ginevra nel marzo del 2014.
Il suo design è opera del designer Gert Hildebrand che già ha firmato le linee per alcune vetture della Mini.
È stata inoltre la prima autovettura di produzione cinese ad ottenere le cinque stelle nel test Euro NCAP, vincendo addirittura il premio Small Family Car come vettura con il miglior punteggio tra le 33 provate nell'anno 2013.

## Evoluzione
In seguito è stata presentata una variante rialzata in stile crossover SUV della Qoros 3 a tre volumi, chiamata Qoros 3 GT ed equipaggiata con il motore turbo da 1,6 litri; esternamente si caratterizza per rivestimento in plastica sulla parte bassa della carrozzeria e una maggiore altezza da terra
Successivamente ha debuttato nel novembre 2014 al Guangzhou Auto Show, la Qoros 3 City SUV, versione crossover SUV è un CUV compatto basato sulla variante a due volumi della Qoros 3.